# Сангар (Дагестан)
Санга́р — село в Лакском районе Дагестана. Входит в Камахальский сельсовет.

## Географическое положение
Расположено на территории Бабаюртовского района, в 32 км к востоку от села Бабаюрт.

## История
Основано на месте кумыкского хутора Дада-Гиши 2-е, после передачи его земель под зимние пастбища Лакского района. Указом ПВС ДАССР от 23.02.1972 года на территории Бабаюртовского района, на землях закрепленных за колхозом «Победа» Лакского района зарегистрирован новый населённый пункт Сангар.

## Население
| 1939 | 1989 | 2002 | 2010 | 2021 |
| ---- | ---- | ---- | ---- | ---- |
| 11   | ↗190 | ↗217 | ↘203 | ↗235 |